# Вилькьер
Вилькье́р (фр. Villequiers) — коммуна во Франции, находится в регионе Центр. Департамент — Шер. Входит в состав кантона Божи. Округ коммуны — Бурж.
Код INSEE коммуны — 18286.

## География
Коммуна расположена приблизительно в 210 км к югу от Парижа, в 115 км юго-восточнее Орлеана, в 31 км к востоку от Буржа.
Через восточную часть коммуны протекает река Вовиз.

## Население
Население коммуны на 2008 год составляло 520 человек.
| 1962 | 1968 | 1975 | 1982 | 1990 | 1999 | 2008 |
| ---- | ---- | ---- | ---- | ---- | ---- | ---- |
| 504  | 534  | 527  | 433  | 466  | 446  | 520  |

## Экономика
В 2007 году среди 326 человек в трудоспособном возрасте (15-64 лет) 234 были экономически активными, 92 — неактивными (показатель активности — 71,8 %, в 1999 году было 69,1 %). Из 234 активных работали 206 человек (119 мужчин и 87 женщин), безработных было 28 (14 мужчин и 14 женщин). Среди 92 неактивных 28 человек были учениками или студентами, 39 — пенсионерами, 25 были неактивными по другим причинам.

## Достопримечательности
- Церковь Нотр-Дам (XII век). Исторический памятник с 1926 года[3]
- Руины замка (XIII век)
- Средневековая водяная мельница в деревне Берри